# Ctenochiton formicophilus
Ctenochiton formicophilus är en insektsart som beskrevs av Green 1930. Ctenochiton formicophilus ingår i släktet Ctenochiton och familjen skålsköldlöss. Inga underarter finns listade i Catalogue of Life.